# Boguszowice Stare
 Boguszowice Stare (niem. Boguschowitz, cz. Bohušovice) – dzielnica Rybnika położona w południowej części miasta (ok. 7500 mieszkańców), w latach 1945–1954 siedziba gminy Boguszowice, 1954–1975 część miasta Boguszowice.

## Historia
Nazwa miejscowości wywodzi się od jej domniemanego założyciela Bogusza. Boguszowice zostały założone już w XIII wieku na prawie polskim. Jednak dokumenty z XVII wieku mówią o wsi na prawie niemieckim. Wieś była siedzibą parafii należącej do archiprezbiteriatu żorskiego. Na początku XIV wieku stał tu kościół.
W 1345 roku mieszkańcy miejscowości byli świadkami walk Kazimierza Wielkiego z Janem Luksemburskim. W XV wieku w okolicy działali husyci, natomiast w czasie wojny trzydziestoletniej wojska Mansfelda. Od XVI wieku Boguszowice są częścią państwa rybnickiego. Połowa miejscowości (z folwarkiem) stanowiła do 1725 roku własność klasztoru cysterskiego z Rud. W latach 1725–1788 Boguszowice należały do hrabiów węgierskich, a od 1788 roku były własnością króla pruskiego. Od 1818 roku stały się częścią nowego powiatu rybnickiego.
Wieś, ze względu na słabe gleby, była mała i biedna. Pod koniec XVI wieku liczyła 14 chłopów, na początku wieku XVII – 20, a w roku 1791 – 26 gospodarstw chłopskich. W początkach istnienia wsi był w niej sołtys, o czym świadczy nazwa części dzielnicy: Sołtystwo. Jednak w dokumentach z początków XVII wieku sołtys już nie występuje. Istniały w niej także młyn i karczma. Chłopi byli zobowiązani do różnych świadczeń na rzecz pana, głównie pańszczyzny, z której wykupili się w latach 1822–1834. Mieli także obowiązki wobec proboszcza (dziesięcina, meszne i ofertoria), z których się również wykupili w roku 1871. W latach 1847–1848 wielu biedniejszych mieszkańców osady zmarło na tyfus głodowy, z nimi proboszcz Markefka. Wpływ na życie mieszkańców miał folwark, który do roku 1788 był w posiadaniu Wengerskich, potem do roku 1834 był w rękach fiskusa państwowego, a od tej daty w rękach prywatnych właścicieli. W roku 1888 stał się własnością księcia von Donnersmarcka, który w roku 1916 uruchomił w lesie Judasza kopalnię (na przestrzeni lat różnie się nazywała:Feldmarschall Blücherschächte, Szyby Blüchera, Szyby Jankowice i Kopalnia Jankowice), a zabudowania folwarczne przeznaczył na mieszkania dla robotników.

### Rozwój Boguszowic od początku XX wieku
Boguszowice swój wzrost zawdzięczają rozwojowi przemysłu hutniczego i górniczego. W 1906 roku liczyły 1028 mieszkańców, w 1930 – 2502, w 1937 – 2750, w 1945 – 2404, w 1975 wraz z Kłokocinem i Gotartowicami ponad 19 tys. Pod względem administracyjnym Boguszowice były gminą wiejską, przy czym folwark stanowił do roku 1924 odrębny obszar dworski. Od 1 stycznia 1946 do roku 1950 Boguszowice były siedzibą gminy zbiorczej. W roku 1954 nadano im status Osiedla. W roku 1962 Boguszowice otrzymały prawa miejskie. W roku 1975 zostały włączone do miasta Rybnika, stając się jego dzielnicą.

### Historia boguszowickich kościołów i parafii

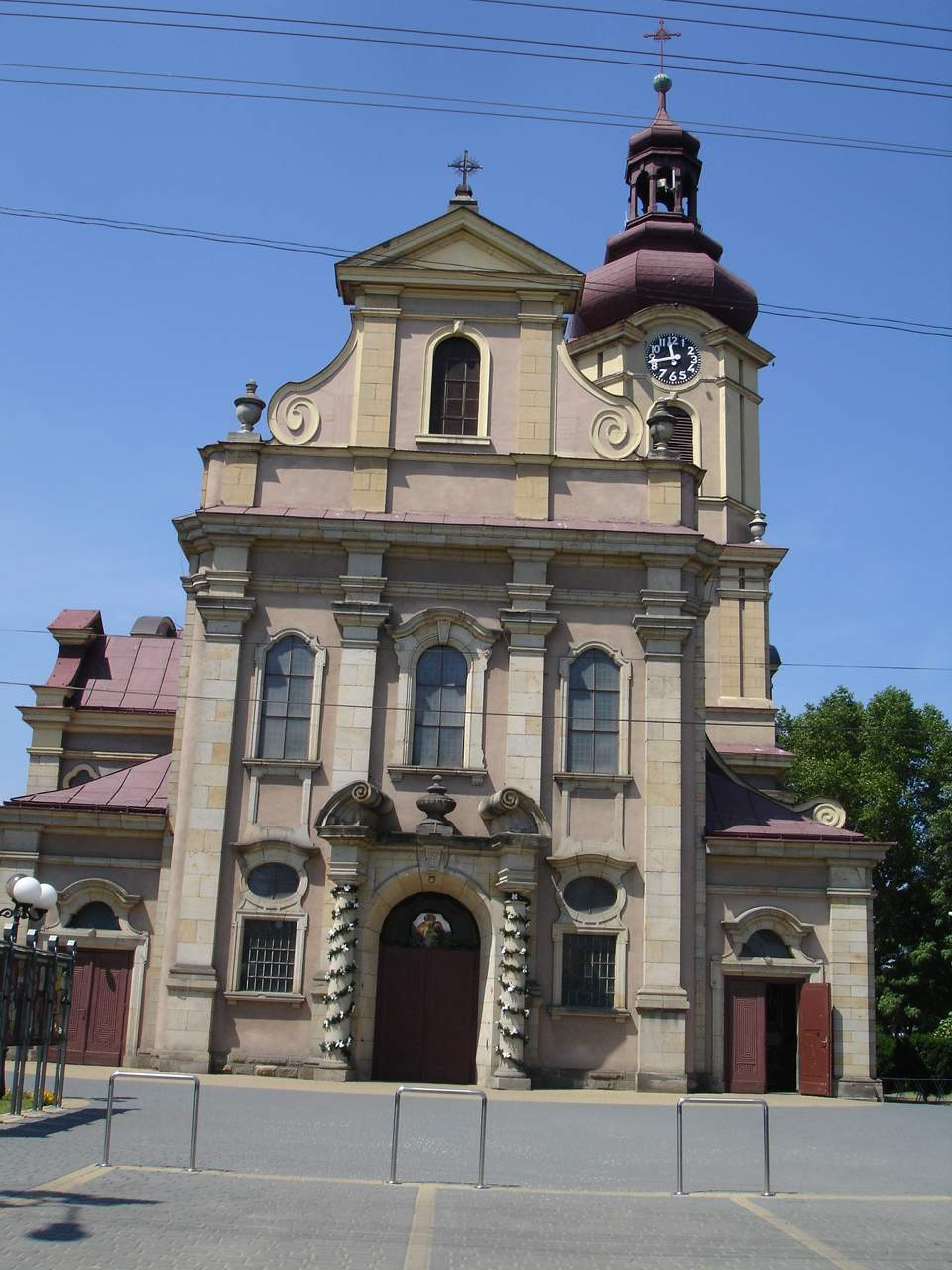
Kościół Najświętszego Serca Pana Jezusa

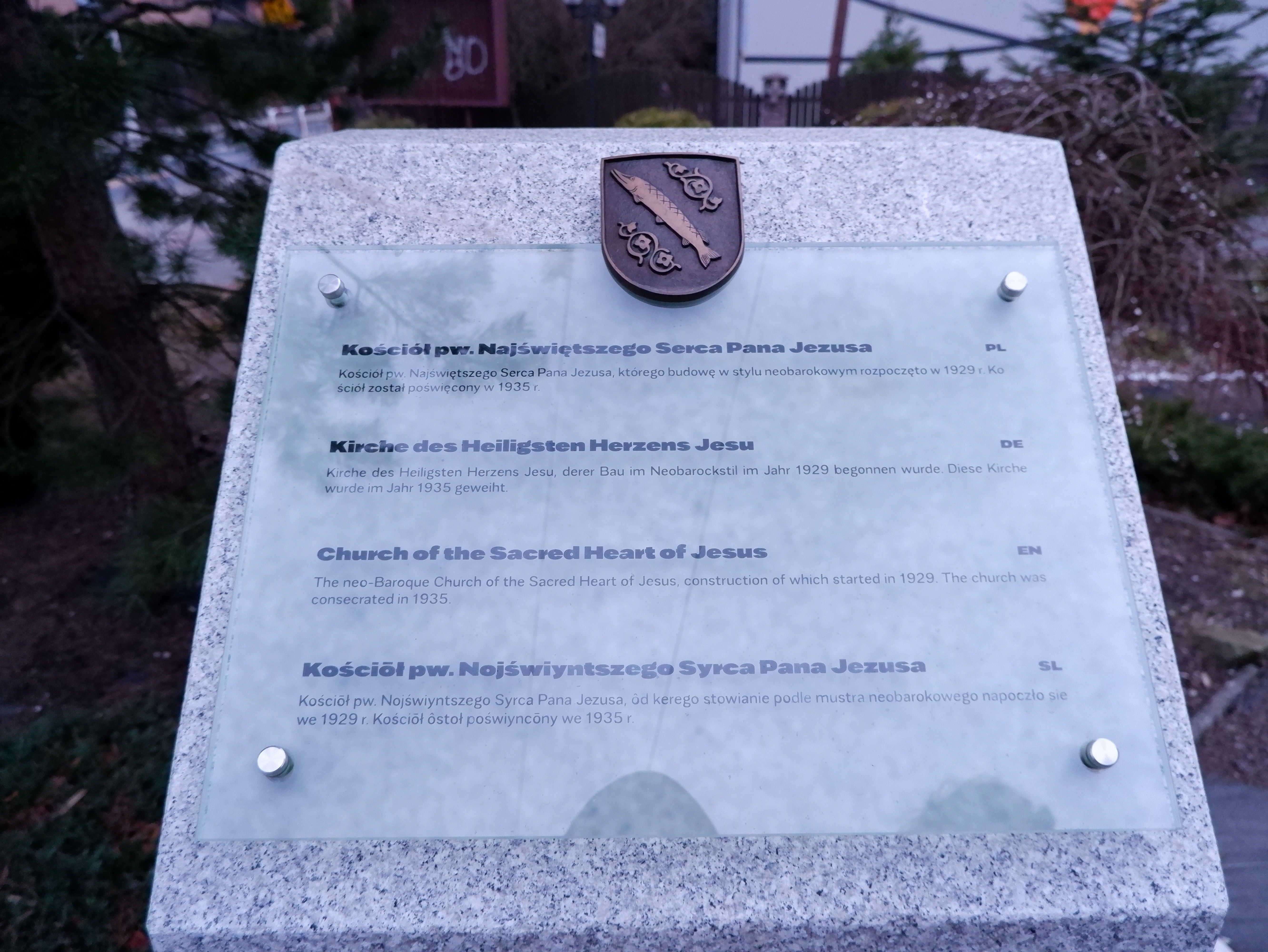
Tablica pod kościołem Najświętszego Serca Pana Jezusa

W Boguszowicach, pod koniec XIII w. stał drewniany kościół. Z dokumentów wizytacyjnych wynika, że była to budowla ozdobna, miała dzwonnicę z dwoma dzwonami i była otoczona gankiem. Kościół był poświęcony św. Wawrzyńcowi i św. Marcinowi. W 1688 roku określano jego stan jako starego budynku ze zmurszałymi fundamentami. W 1717 roku został on zastąpiony nową drewnianą budowlą. W roku 1935 za staraniem ówczesnego proboszcza, ks. Karola Długaja wybudowano nową neobarokową świątynię pw. Najświętszego Serca Pana Jezusa. Stary kościół przeniesiono w 1975 roku do Ligockiej Kuźni.

## Inne wspólnoty religijne
Na terenie dzielnicy znajduje się Sala Królestwa Świadków Jehowy.

## Edukacja

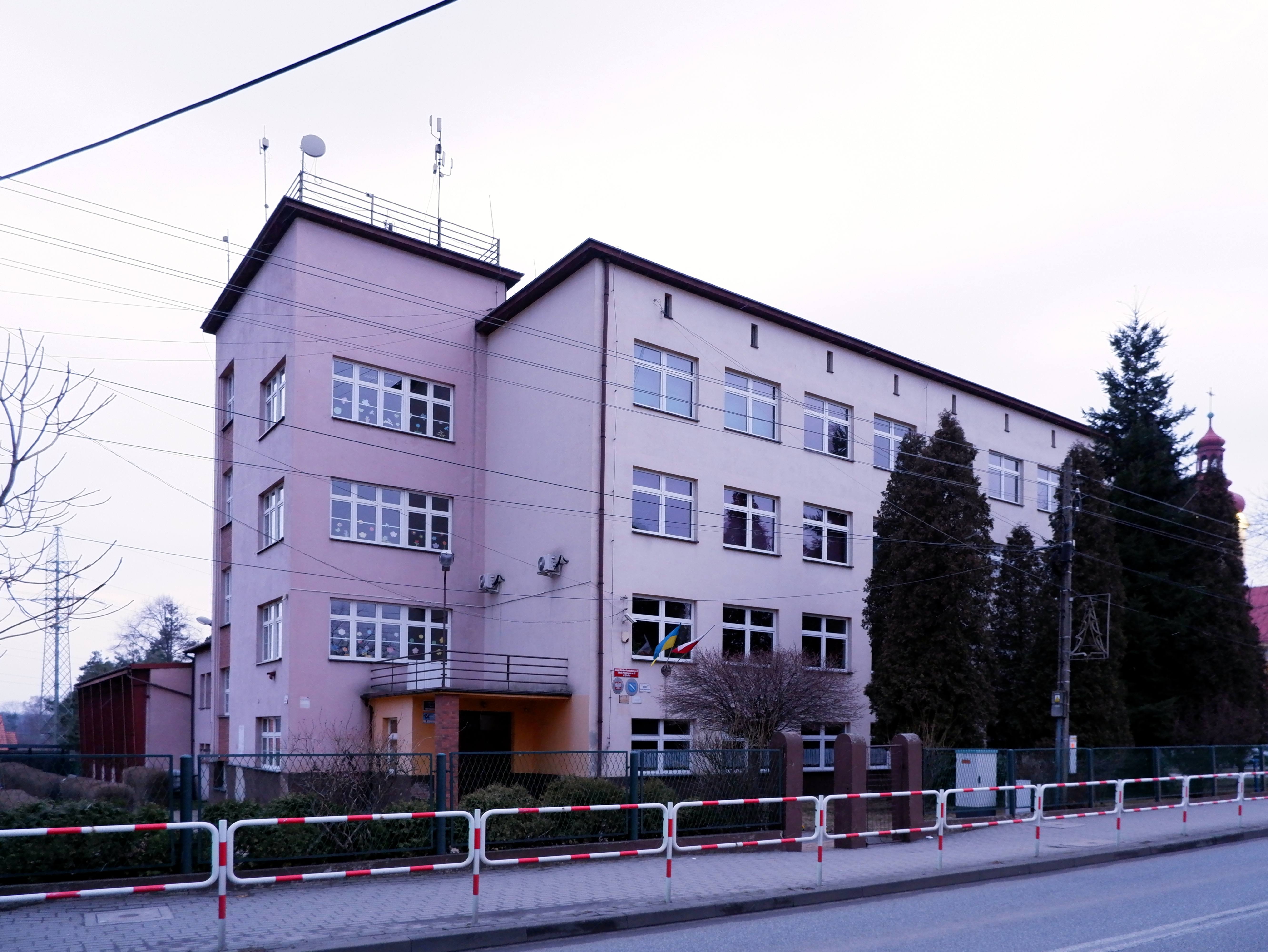
Modernistyczny budynek szkoły podstawowej (1937)

W Boguszowicach istniała także szkoła po raz pierwszy ukazana źródłowo w roku 1652. Nauczyciele byli równocześnie organistami. Nauka była prowadzona w języku polskim, a od roku 1872 w języku niemieckim. Początkowo nauka odbywała się w organistówce. W roku 1914 oddano do użytku nowy budynek szkolny (dzisiejsze przedszkole), a w roku 1937 otwarto nowoczesną wtedy szkołę. Po II wojnie światowej wybudowano jeszcze dwie szkoły podstawowe (dzisiaj SP nr 18 i Gimnazjum nr 5) oraz trzy przedszkola. By przygotować kadry dla rozwijającej się kopalni, zorganizowano w roku 1945 szkołę dokształcającą, przekształconą później w zasadniczą szkołę górniczą, dla której wybudowano w roku 1951 budynek szkolny.
Po przekształceniach ustrojowych po roku 1989 szkoła górnicza zakończyła swoją działalność. Aktualnie (2007) w budynku szkolnym mieści się Liceum Ogólnokształcące nr VI i Technikum nr 5. W związku z budową Osiedla Północ oddano w roku 1997 do użytku nowy budynek szkolny, w którym początkowo mieściła się Szkoła Podstawowa nr 36 i Gimnazjum nr 7, któremu 7 marca 2007 nadano imię Czesława Miłosza. Zgodnie z uchwałą Miejskiej Rady Narodowej w Rybniku docelowy model szkolnictwa w Boguszowicach to: 4 przedszkola, 1 zespół szkolno-przedszkolny, 2 szkoły podstawowe.
W roku 1997 oddano do użytku nowoczesny budynek Szkoły Podstawowej nr 36, następnie w roku 2000 podstawówkę zlikwidowano a budynek stał się siedzibą Gimnazjum nr 7. Od roku 2002 przy szkole znajduje się nowoczesna sala gimnastyczna wybudowana za 3 mln złotych. W późniejszych latach po likwidacji gimnazjów szkoła ponownie stała się Szkołą Podstawową nr 36. 
W 2016 roku oddano do użytku nowy budynek, w którym znajduje się przedszkole nr 50. Kolejne lata to etap zintensyfikowanych modernizacji terenów szkolnych. W 2018 roku powstały nowoczesne boiska i teren rekreacyjny przy Szkole Podstawowej nr 16, a następnie w 2022 roku zrealizowano termomodernizację całego budynku oraz pobliskiego przedszkola nr 18.

## Inwestycje budowlane
W roku 1922 ukończono budowę drogi Boguszowice–Ligota, w roku 1937 drogę Boguszowice–kopalnia „Szyby Jankowice”, w roku 1938 – Boguszowice–Gotartowice. Utwardzenia drogi do Świerklan dokonano w roku 1946, a do Kłokocina w latach 60. XX wieku. W okresie powojennym zmodernizowano także drogi przez nałożenie nawierzchni asfaltowej. Wieś została zelektryfikowana w roku 1929. W latach powojennych założono wodociągi, w części dzielnicy zainstalowano gaz przewodowy.
Prawie wszystkie stare domy zostały rozebrane lub zmodernizowane. Wybudowano także wiele budynków mieszkalnych, w tym osiedle domków jednorodzinnych i Osiedle Północ, znane jako Manhattan. W północno-zachodniej części dzielnicy powstało wysypisko śmieci.
W 2024 roku oddano do użytku nowe osiedle z 80 mieszkaniami wybudowane przez spółkę miejską TBS Rybnik. W 2025 roku powstanie nowa kładka pieszo-rowerowa, która połączy dwie dzielnice Boguszowice Stare i Boguszowice Osiedle oraz nowe centrum rekreacji i wypoczynku za budynkiem OSP Boguszowice. 

## Znane nazwiska wójtów, naczelników, przewodniczących Boguszowic i radnych
Walentyn Kula, Bartek Kula, Jan Kula, Franciszek Oleś, Antoni Garbocz, Franciszek Rojek, Franciszek Konik, Adolf Buchalik, Konstanty Rojek, Józef Śmieja, Franciszek Węgrzyk, Franciszek Kula, Fryderyk (Walenty) Garbocz, Paweł Grzesica, Władysław Kuczera, Józef Tralewski i Teofil Szejna, po r. 1975 przewodniczący zarządu dzielnicy: Paweł Grzesica, Eugeniusz Żak, Jan Mura. Od 2013 roku aktywnie działa na rzecz Boguszowic Starych przewodniczący Rady Dzielnicy i radny Miasta Rybnika Łukasz Kłosek. Jest to okres dynamicznego rozwoju dzielnicy.

## Sport
W miejscowości funkcjonuje Klub Sportowy Górnik Boguszowice, który ma za sobą występy w IV lidze. W 2017 roku boisko na którym trenują piłkarze otrzymało nową trybunę krytą na 750 widzów.